# Serie B 1988-1989 (calcio femminile)
L'edizione 1988-1989 è stata la ventesima edizione del campionato di Serie B femminile italiana di calcio.

## Stagione

### Novità
Variazioni prima dell'inizio del campionato:
cambio di denominazione e sede:
- da "A.C.F. Ostra" di Ostra ad "A.C.F. Artglass Senigallia" di Senigallia,
- da "A.C.F. Roma" di Roma ad "A.S. Fiamma Roma" di Roma;

hanno rinunciato al campionato di Serie B (inattive):
- "A.P. Frattaminore" di Frattaminore (6ª nel girone C della Serie B),
- "A.C.F. Spineto" di Castellamonte (6ª nel girone A della Serie B);

società non aventi diritto ammesse in Serie B:
- "A.S. Bolzaninaledrense" di Molina di Ledro (10ª nel girone A della Serie B e retrocessa in Serie C),
- "A.C.F. Cormano" di Cormano (9ª nel girone A della Serie B e retrocessa in Serie C),
- "G.E.A.S. Sez. C.F." di Sesto San Giovanni (8ª nel girone A della Serie B e retrocessa in Serie C),
- "A.C.F. Lugo" di Lugo di Romagna (7ª nel girone B della Serie B e retrocessa in Serie C).

### Formula
Vi hanno partecipato 31 squadre divise in tre gironi. La prima classificata di ognuno dei tre gironi viene promossa in Serie A. Le ultime tre classificate dei gironi A e B e le ultime due del girone C vengono retrocesse nei rispettivi campionati regionale di Serie C.

## Girone A

### Squadre partecipanti
| Club                       | Città                   | Stagione 1987-1988            |
| -------------------------- | ----------------------- | ----------------------------- |
| A.C.F. Atletic Moncalieri  | Moncalieri              | 4º posto in Serie B/A         |
| A.C.F. Aurora Mombretto    | Mombretto di Mediglia   | 6º posto in Serie B/A         |
| C.S.R. Azalee              | Gallarate               | 1º posto in Serie C Lombardia |
| A.S. Bolzaninaledrense     | Molina di Ledro         | 10º posto in Serie B/A        |
| A.C.F. Cormano             | Cormano                 | 8º posto in Serie B/A         |
| A.C.F. Derthona Valmacca   | Tortona                 | 3º posto in Serie B/A         |
| G.E.A.S. Sez. C.F.         | Sesto San Giovanni      | 8º posto in Serie B/A         |
| A.C.F. Milan Jolly Sport   | Trezzano sul Naviglio   | 15º posto in Serie A          |
| A.S.F. Peschiera           | San Benedetto di Lugana | 1º posto in Serie C Veneto    |
| A.C.F. Pordenone Friulvini | Pordenone               | 14º posto in Serie A          |
| A.C.F. Spinettese          | Spinetta Marengo        | 5º posto in Serie B/A         |

### Classifica finale
|  | Pos. | Squadra                | Pt | G  | V  | N | P  | GF | GS | DR  |
|  | ---- | ---------------------- | -- | -- | -- | - | -- | -- | -- | --- |
|  | 1.   | Aurora Mombretto       | 31 | 20 | 15 | 1 | 4  | 35 | 19 | +16 |
|  | 2.   | Pordenone Friulvini    | 31 | 20 | 14 | 3 | 3  | 51 | 15 | +36 |
|  | 3.   | Azalee                 | 30 | 20 | 13 | 4 | 3  | 45 | 15 | +30 |
|  | 4.   | Derthona Valmacca      | 23 | 20 | 11 | 1 | 8  | 49 | 32 | +17 |
|  | 5.   | Peschiera              | 22 | 20 | 9  | 4 | 7  | 33 | 32 | +1  |
|  | 6.   | G.E.A.S.               | 21 | 20 | 9  | 3 | 8  | 26 | 28 | -2  |
|  | 7.   | Atletic Moncalieri     | 19 | 20 | 8  | 3 | 9  | 33 | 31 | +2  |
|  | 8.   | Bolzaninaledrense (-1) | 17 | 20 | 8  | 2 | 10 | 34 | 40 | -6  |
|  | 9.   | Spinettese             | 10 | 20 | 3  | 4 | 13 | 28 | 46 | -18 |
|  | 10.  | Cormano                | 9  | 20 | 2  | 5 | 13 | 18 | 50 | -32 |
|  | 11.  | Milan Jolly Sport      | 6  | 20 | 1  | 4 | 15 | 7  | 51 | -44 |

Legenda:
      Promossa in Serie A
 Ammessa al play-off promozione
      Retrocessa in Serie C
Note:
Due punti a vittoria, uno a pareggio, zero a sconfitta.
La Bolzaninaledrense ha scontato 1 punto di penalizzazione per una rinuncia.
Il Pordenone Friulvini è stato successivamente ammesso in Serie A 1989-1990 a completamento organici.
La Bolzaninaledrense non si è successivamente iscritta in Serie B 1989-1990.
La Spinettese è stata successivamente riammessa in Serie B 1989-1990 a completamento organici.

### Spareggio per il primo posto
|                  | Risultati |                     | Luogo e data          |
| ---------------- | --------- | ------------------- | --------------------- |
| Aurora Mombretto | 2 - 1     | Pordenone Friulvini | Soave, 28 maggio 1989 |
|                  |           |                     |                       |

## Girone B

### Squadre partecipanti
| Club                       | Città      | Stagione 1987-1988          |
| -------------------------- | ---------- | --------------------------- |
| Arezzo C.F.                | Arezzo     | 7º posto in Serie B/B       |
| A.C.F. Artglass Senigallia | Senigallia | 1º posto in Serie C Marche  |
| Bologna C.F.               | Bologna    | 4º posto in Serie B/B       |
| A.C.F. Chiavari            | Chiavari   | in Serie C Liguria          |
| A.C.S. Il Delfino          | Cagliari   | 2º posto in Serie B/B       |
| A.C.F. Lugo                | Lugo       | 8º posto in Serie B/B       |
| A.C.F. Pistoiese           | Pistoia    | 1º posto in Serie C Toscana |
| A.C.F. Prato Sport         | Prato      | 5º posto in Serie B/B       |
| A.C.F. S.A.M.P.I. Lucca    | Lucca      | 5º posto in Serie B/B       |
| Sampdoria C.F.             | Genova     | in Serie C Liguria          |
| G.S.F. Spezia              | La Spezia  | in Serie C Liguria          |

### Classifica finale
|  | Pos. | Squadra             | Pt | G  | V  | N | P  | GF | GS | DR  |
|  | ---- | ------------------- | -- | -- | -- | - | -- | -- | -- | --- |
|  | 1.   | Il Delfino          | 34 | 20 | 15 | 4 | 1  | 42 | 10 | +32 |
|  | 2.   | Lugo                | 33 | 20 | 15 | 3 | 2  | 43 | 13 | +30 |
|  | 3.   | S.A.M.P.I. Lucca    | 26 | 20 | 10 | 6 | 4  | 34 | 13 | +21 |
|  | 4.   | Arezzo              | 24 | 20 | 9  | 6 | 5  | 27 | 18 | +9  |
|  | 4.   | Prato Sport         | 24 | 20 | 10 | 4 | 6  | 27 | 23 | +4  |
|  | 6.   | Artglass Senigallia | 19 | 20 | 9  | 1 | 10 | 31 | 24 | +7  |
|  | 7.   | Chiavari (-1)       | 18 | 20 | 7  | 5 | 8  | 19 | 19 | 0   |
|  | 8.   | Pistoiese           | 17 | 20 | 5  | 7 | 8  | 23 | 23 | 0   |
|  | 9.   | Bologna CF (-1)     | 16 | 20 | 5  | 7 | 8  | 16 | 22 | -6  |
|  | 10.  | Spezia              | 5  | 20 | 1  | 3 | 16 | 15 | 63 | -48 |
|  | 11.  | Sampdoria           | 2  | 20 | 1  | 0 | 19 | 10 | 59 | -49 |

Legenda:
      Promossa in Serie A
      Retrocessa in Serie C
Note:
Due punti a vittoria, uno a pareggio, zero a sconfitta.
Il Chiavari e il Bologna hanno scontato 1 punto di penalizzazione per una rinuncia.
Il Chiavari non si è successivamente iscritta in Serie B 1989-1990 per iscriversi in Serie C.
Lo Spezia è stato successivamente riammesso in Serie B 1989-1990 a completamento organici.

## Girone C

### Squadre partecipanti
| Club                              | Città             | Stagione 1987-1988           |
| --------------------------------- | ----------------- | ---------------------------- |
| U.S. Cavese C.F.                  | Cava de' Tirreni  | 1º posto in Serie C Campania |
| G.S. Endas Azzurra                | Torre del Greco   | 4º posto in Serie B/C        |
| A.S. Fiamma Roma                  | Roma              | 5º posto in Serie B/C        |
| A.S. Futura Ciampino              | Ciampino          | 1º posto in Serie C Lazio    |
| A.C.F. Messina                    | Messina           | 9º posto in Serie B/C        |
| S.S.C.F. Monteforte Irpino        | Monteforte Irpino | 2º posto in Serie B/C        |
| A.C.F. Salernitana Montella Domus | Salerno           | 3º posto in Serie B/C        |
| A.C.F. Spinaceto VIII             | Roma              | 3º posto in Serie B/B        |
| A.C.F. Tiggiano                   | Tiggiano          | 1º posto in Serie C Puglia   |

### Classifica finale
|  | Pos. | Squadra                    | Pt | G  | V  | N | P  | GF | GS  | DR  |
|  | ---- | -------------------------- | -- | -- | -- | - | -- | -- | --- | --- |
|  | 1.   | Endas Azzurra              | 29 | 16 | 13 | 3 | 0  | 53 | 12  | +41 |
|  | 2.   | Monteforte Irpino          | 24 | 16 | 10 | 4 | 2  | 42 | 9   | +33 |
|  | 3.   | Spinaceto VIII             | 23 | 16 | 10 | 3 | 3  | 40 | 19  | +21 |
|  | 4.   | Tiggiano                   | 18 | 16 | 6  | 6 | 4  | 37 | 22  | +15 |
|  | 5.   | Cavese                     | 15 | 16 | 6  | 3 | 7  | 38 | 25  | +13 |
|  | 6.   | Futura Ciampino            | 13 | 16 | 3  | 7 | 6  | 28 | 39  | -11 |
|  | 7.   | Fiamma Roma                | 11 | 16 | 3  | 5 | 8  | 19 | 32  | -13 |
|  | 8.   | Salernitana Montella Domus | 11 | 16 | 3  | 5 | 8  | 29 | 30  | -1  |
|  | 9.   | Messina (-2)               | -2 | 16 | 0  | 0 | 16 | 2  | 100 | -98 |

Legenda:
      Promossa in Serie A
 Ammessa allo spareggio salvezza
      Retrocessa in Serie C
Note:
Due punti a vittoria, uno a pareggio, zero a sconfitta.
Il Messina ha scontato 2 punti di penalizzazione per due rinunce.
Il Tiggiano e la Cavese non si sono successivamente iscritti in Serie B 1989-1990.
Il Monteforte Irpino è stato successivamente ammesso in Serie A 1989-1990 a completamento organici.
La Salernitana Montella Domus è stata successivamente riammessa in Serie B 1989-1990 a completamento organici.

### Spareggio salvezza
|             | Risultati       |                            | Luogo e data            |
| ----------- | --------------- | -------------------------- | ----------------------- |
| Fiamma Roma | ? - ? (4-2 dtr) | Salernitana Montella Domus | Cassino, 28 maggio 1989 |
|             |                 |                            |                         |

## Verdetti finali
- Aurora Mombretto, Il Delfino ed Endas Azzurra promosse in Serie A.
- Spinettese, Cormano, Milan Jolly Sport, Bologna, Spezia, Sampdoria, Salernitana Montella Domus e Messina retrocesse nei rispettivi campionati regionali di Serie C.